# Unidades de informação
As unidades de informação podem ser definidas como "quaisquer unidades que coletem, tratem, organizem e disponibilizem ´coisas´ potencialmente informativas" de acordo com Buckland. 
A Ciência da Informação tem como um de seus objetivos estudar as formas de transmissão da informação. A biblioteconomia é uma das disciplinas que lida com a informação de modo muito particular através dos tempos, pois constitui uma profissão muito antiga e que vem se modernizando cada vez mais. 
A biblioteconomia estuda o funcionamento, a administração e manutenção de diversas unidades de informação, tais como: bibliotecas (escolares, universitárias, particulares, especializadas) e cedoc's(centros de documentação). Toda unidade de informação deve ser liderada por um profissional qualificado, o bibliotecário, que deve estar a frente de todo o processo de seleção, aquisição, classificação e organização das informações que serão disponibilizadas de acordo com o interesse do público a que se destina. 
Como exemplo podemos citar uma biblioteca escolar, que deve ter em seu acervo documentos de assuntos gerais, ao contrário de uma biblioteca universitária que deve selecionar informações e documentos específicos de cada área do conhecimento.